# نهاية العمر الافتراضي (منتج)

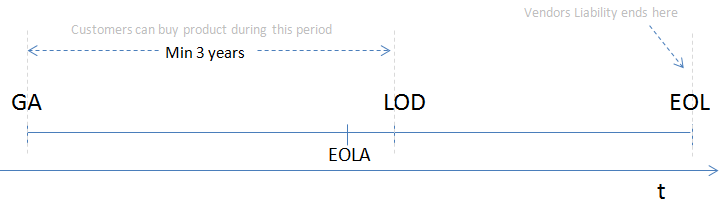
معالم في دورة حياة المنتج: الإتاحة العامة (GA)، وإعلان انتهاء العمر (EOLA)، وتاريخ الطلب الأخير (LOD)، ونهاية العمر (EOL)

«نهاية العمر» أو انتهاء الصلاحية End-of-life (" EOL ") هو مصطلح يستخدم فيما يتعلق بالمنتج المقدم للعملاء، مما يشير إلى أن المنتج في نهاية صلاحية عمره (من وجهة نظر البائع)، وبذلك يتوقف البائع عن تسويقه أو بيعه أو محاولة العمل على استدامته. (قد ينوي البائع ببساطة تقييد أو إنهاء دعم المنتج.) في حالة بيع المنتج محدد، يجوز للبائع استخدام مصطلح «نهاية البيع» الأكثر دقةً (" EOS "). يعتمد الإطار الزمني بعد تاريخ الإنتاج الأخير على المنتج ويتعلق بالعمر المتوقع للمنتج من وجهة نظر العميل. أمثلة المختلفة لمدى الحياة المتوقع يتضمن الألعاب المقدمة في سلاسل الوجبات السريعة (أسابيع أو أشهر)، والهواتف المحمولة (3 سنوات) والسيارات (10 سنوات).

## دعم المنتج
يختلف دعم المنتج أثناء نهاية نهاية العمر المتوقع بحسب المنتج. بالنسبة للأجهزة ذات العمر المتوقع المتوقع 10 سنوات بعد انتهاء الإنتاج، الدعم يتضمن قطع الغيار والدعم الفني والخدمي. بسبب عمر قطع الغيار مدفوعة الثمن تزيد تكاليف الإنتاج عموماً: عندما يتعذر دعم القطع عبر موقع إنتاج ضخم (غالبًا ما يتم إغلاقه عند انتهاء إنتاج السلسلة)، تزداد التكلفة.

## الحوسبة
في مجال الحوسبة، لمفهوم نهاية عمر منتج أهمية في إنتاج البرامج والأجهزة ودعمها وشرائها. على سبيل المثال، مايكروسوفت علّمت (حددت) نهاية عمر نظام التشغيل ويندوز 98 في 30 يونيو 2006. قد لا يعمل البرنامج المنتج بعد ذلك التاريخ. على سبيل المثال، منتج مايكروسوفت أوفيس 2007 (الذي تم إصداره في 30 نوفمبر 2006)، غير قابل للتثبيت على ويندوز مي أو أي إصدارات من ويندوز السابقة. بحسب البائع، قد تختلف نهاية العمر الافتراضي عن نهاية فترة الخدمة، والتي تتميز بميزة إضافية مفادها أن مورد الأنظمة أو البرامج لن يوفر الصيانة أو استكشاف الأخطاء وإصلاحها أو أي دعم آخر. وتسمى أيضا مثل هذه البرامج التي تم التخلي عن تخديمها (مهملة) من قبل المطورين الأصليين برمجيات مهملة. في بعض الأحيان، يقوم بائعو البرامج بتقديم البرامج في نهاية عمرها، أو نهاية البيع، أو نهاية الخدمة لمجتمع المستخدمين، وذلك بالسماح لهم بتقديم الخدمة وإجراء المزيد من التحسينات بأنفسهم. ومن الأمثلة البارزة متصفح الويب نيتسكيب كومنيكيتر، الذي تم إصداره عام 1998 بواسطة نيتسكيب كومنيكيشنس بموجب ترخيص مفتوح المصدر للعامة،  ومجموعة البرمجيات المكتبية ستار أوفيس التي تم إصدارها بواسطة صن ميكروسيستمز في أكتوبر 2000 باسم أوبن أوفيس.أورج (تفرع ليبر أوفيس عن هذا البرنامج). في بعض الأحيان، تواصل مجتمعات البرمجيات الدعم في نهاية الدعم الرسمي حتى بدون موافقة المطور الأصلي، ثم تسمى هذه التطورات ترقيعات (تصحيحات) غير رسمية، مثيها هو الترقيعات لنظام التشغيل ويندوز 98  أو العديد من ألعاب الكمبيوتر.

## قراءة معمقة
- Scharnhorst ، W. Althaus ، H.-J. Hilty ، L. and Jolliet ، O: التقييم البيئي لخيارات معالجة نهاية العمر لحامل هوائي GSM 900، Int J LCA. 11 (6)، ص: 426-436. 2006
- Scharnhorst ، W. Althaus ، H.-J. Classen ، M. Jolliet ، O. and Hilty ، LM: معالجة نهاية الحياة لشبكات الهاتف المحمول من الجيل الثاني: استراتيجيات للحد من التأثير البيئي، Env Imp Ass Rev 25 (5)، ص: 540-566. 2005